# ラショウ
ラショウ（Rasho）は、現代美術家、ゲームクリエーター、仮面ダンサー、漫画家。千葉県野田市出身。かつて有限会社としてのイタチョコシステムの立ち上げに資金不足により失敗したことがある。そのためなのかイタチョコシステムの代表戸締り役を自称している。
1984年、X1用ソフト『ボコスカウォーズ』で第一回アスキーソフトウェアコンテストのグランプリを受賞。その後、仮面劇の役者や自作の人形店の経営などを経て、1994年にソフトハウス「イタチョコシステム」を設立する。「ヘナチョコゲームセレクション」なる一連のゲームをマッキントッシュ上で発表。更に手びねりの人面模様の「ラショウカップ」などの多数のゲーム関連商品及びアート作品を発表。しかし、実情はたった1人で多種・少量の作品制作を行い、販売するという無理のあるプロジェクトのため、予定が遅れる事はしばしばある。
2014年までに7つのショップ（グッズショップ、カフェなど）を経営したが全て閉店している。
2016年に8番目の店として『イタゲーセン・チョコシス＆テム』を神戸に開店。
ネット上でもイタチョコシステムのサイトを運営しているが、さまざまな事情により閉鎖・新設を繰り返している。アルバイト活動などにより本業から離れていることもある。
ゲーム作家、マンガ家としての活動のほか、自作の曲を仮面を着けて歌う「マスクドシャンソン」のライブや、仮面を着けて踊る「仮面ダンス」、前衛的な人形劇「イタチョコ浄瑠璃」(詳細は後述)などのステージ活動も行っている。

## 著作
- 巨人のイタチョコの星のシステム(1999年、毎日コミュニケーションズ)
- すこし低い孤高(香山哲共著)(2018年、ドグマ出版)

## その他のマンガ作品
- 野犬ロデム(1997 - 1999年、「QuickJapan」連載)
- レプちゃん(2003年、「レプリーク」連載)
- バイクオとバイクリエット(2004年、ミニコミ誌「エポケー」連載。未完)
- 猫じゃら師ラショウ(2007年、「ねこといっしょ」連載)
- iタスマニアデビルさん(2009年)
- 主なチョ作(2018年、ドグマ出版)

など

## 音楽CD
- 比喩の歌（朗読ドラマ「PAWがしたすごくくだらない話」のほか、4曲を収録）
- イタチョコラショウの変な歌（2004年、マスクドシャンソンのライブ）

## イタチョコ浄瑠璃
2008年より、「ニセ伝統芸能・イタチョコ浄瑠璃」と銘打ち、人形浄瑠璃にイタチョコ的解釈による逸脱を加えたオリジナルの人形芝居を上演している。脚本・音楽・演出・出演から人形や小道具の製作に至るまでの全てをラショウ自身が手懸ける。伴奏は数人の楽士による生演奏。
これまでの上演作品は次のとおり：
- 宮益坂心中： 2008年2 - 3月、渋谷・宮益坂上に3日間限定でオープンしたイタチョコ６番目の店。共演：瀧下涼(劇団「S.W.A.T!」所属)
- 鵺の首： 2008年5月、東新宿。共演は瀧下涼、高村圭
- 南ソーイング里ミシン発見伝： 2008年8月、東新宿。共演は瀧下涼、高村圭
- ア修羅とイ修羅： 2009年7月、原宿。共演は瀧下涼、奥山有美子、中山沙織（S.W.A.T!）楽士パーカッション：荻原松美
- 傀儡琵琶(くぐつびわ)を壊しちゃった：2009年7月、神戸にて。共演は鳥飼みやび、菊乃丞
- ふかいねむりのかめんねこ：2009年12月、原宿。共演は鳥飼みやび。楽士はウッドベース：大西慎吾、パーカッション：荻原松美。☆関西公演 2010年5月3日、神戸にて。共演は鳥飼みやび、菊乃丞
- イタチョコ大夫： 2010年10月、東新宿。共演は瀧下涼、山本真里、森屋正太郎（S.W.A.T!）、中山沙織、鳥飼みやび。楽士はウッドベース：大西慎吾、ギター：スズキイチロウ
- 新・南ソーイング里ミシン発見伝1： 2011年1月、下北沢。共演は瀧下涼、山本真里
- 新・南ソーイング里ミシン発見伝2： 2011年2月、下北沢。共演は瀧下涼、山本真里、青木太夫
- 板猪口ウィルス二千本桜（いたちょこうぃるすにせんぼんざくら）：2013年6月、荻窪。共演は瀧下涼、中山沙織。
- エジプト羊はヒエログリフの電報を読むか：2019年2月、大阪南森町。競演は月亭太遊。
- ハは箱舟のブ：2019年7月、大阪南森町。競演は月亭太遊。

## 音楽LIVE
ステージ活動の一環として、音楽LIVEも行っている。楽曲は全て、作詞・作曲をラショウ自身が手懸ける。メンバーは固定によらず、ユニット形式を取る。伴奏は奏者による生演奏。
【主なユニット】
- シャーマニック・マスクド・シャンソン（マスクド・シャンソン）
  - 2002.8 吉祥寺MANDA-LA 2（加藤千晶とのユニット）[演奏]ヤン
  - 2003.6 高田馬場ジャズバーMOZZ　[演奏] GUNI、ヤン
  - 2003.12.23 高田馬場GUNI's Bar　『Hot iTA-Choco Vegetable（イタチョコ温野祭）』[演奏] GUNI、ヤン
  - 2004.6.6 吉祥寺MANDA-LA 2　『イタチョコラショウの変な歌』[演奏] 大西慎吾、伊勢沢ゆき
  - 2004.9.4 高田馬場GUNI's Bar　[演奏] 大西慎吾、伊勢沢ゆき、GUNI、ヤン他
  - 2004.11.25 新宿ロフトプラスワン　『NANIMO&KIMATTEナイト』[演奏] 大西慎吾、伊勢沢ゆき

ゲストに石川浩司（元たま）、加藤賢崇、YMCK他を迎え、新作ゲーム紹介（石川、加藤からのオーダーによる）や、トークライヴなどあり。
- - 2005.1.8 横浜市大倉山記念館（ホール）　『iTA-Choco Missa』[演奏] 大西慎吾、伊勢沢ゆき、ヤン
- ザ・人形かばんズ（高村圭とのユニット）：2008 - 
  - 2008.12.29 下高井戸Blue-T
  - 2009.8.24　下高井戸Blue-T（人形かばんズというユニット名はこのステージから）
- ラムサール（鳥飼みやびとのユニット）：2010 - 
  - 2010.2.11 東新宿アコースティックアート、お披露目LIVE『今語りしのジョジシにのせて』[演奏] 大西慎吾、伊勢沢ゆき、荻原松美
  - 2010.5.15 デザインフェスタショースペース、出演（歌と踊り）[演奏] スズキイチロウ、大西慎吾

- 2010.8.29 東新宿アコースティックアート、イタチョコシステム基調公演 「四つの獣」[演奏] スズキイチロウ
- 2011.11 神戸さくらみかふぇ、「二代目ハーメルン」独演
- 2012.1 東新宿アコースティックアート、「イタチョコ座の怪人」[演奏] スズキイチロウ、大西慎吾、青木太夫
- 2012.5 むづかしい月、「耳だけ芳一」
- 2014.7.3 新宿ロフトプラスワン、野犬のロデム発売記念Live[出演]石川浩司、飯田和敏、加藤賢崇、ミヤタケイコ他

## 仮面ダンス
仮面装着による、既存のダンスメソッドを全く使用しない我流の完全即興ダンス。伴奏は主に自作曲の生演奏。
- 2012.5 むづかしい月、「即興能」
- 2012.7 むづかしい月、「踊るこびと」（村上春樹の短編小説『踊る小人』をモチーフに）
- 2012.9 神戸さくらみかふぇ、「踊るこびと2」[演奏] 久保田裕美、野崎実果
- 2012.12 Maker Faire Tokyo 2012イノベーションホール、「光る面」[LED技術協力] 田村 弘昭
- 2012.12 荻窪ベルベットサン、「手打ち麺製麺機のようななにか」[演奏] 吉田隆一、スズキイチロウ